# Kasey Knevelbaard
Kasey Knevelbaard (* 2. September 1996) ist ein US-amerikanischer Leichtathlet, der im Mittel- und Langstreckenlauf an den Start geht. 2023 siegte er über 5000 Meter bei den Panamerikanischen Spielen in Santiago de Chile.

## Sportliche Laufbahn
Kasey Knevelbaard wuchs in Caruthers in Kalifornien auf und studierte bis 2019 an der Southern Utah University und wechselte dann an die Florida State University. Erste internationale Erfahrungen sammelte er im Jahr 2023, als er bei den Panamerikanischen Spielen in Santiago de Chile in 14:47,69 min die Goldmedaille im 5000-Meter-Lauf gewann und über 1500 Meter in 3:40,31 min den fünften Platz belegte. Im Jahr darauf belegte er bei den Crosslauf-Weltmeisterschaften 2024 in Belgrad in 23:21 min den achten Platz in der Mixed-Staffel.

## Persönliche Bestzeiten
- 1500 Meter: 3:34,55 min, 17. Juni 2023 in Nizza
  - 1500 Meter (Halle): 3:39,24 min, 12. Februar 2022 in Boston
- Meile: 3:57,57 min, 11. August 2022 in West Chester
  - Meile (Halle): 3:55,92 min, 26. Februar 2023 in Boston
  - 3000 Meter (Halle): 7:49,28 min, 29. Januar 2022 in Fayetteville
- 5000 Meter: 13:15,96 min, 26. Mai 2023 in Los Angeles